# Gonocalyx costaricensis
Gonocalyx costaricensis är en ljungväxtart som beskrevs av J.L. Luteyn. Gonocalyx costaricensis ingår i släktet Gonocalyx och familjen ljungväxter. Inga underarter finns listade i Catalogue of Life.